# Црква Светог цара Лазара и Косовских мученика у Андрићграду
Црква Светог цара Лазара и свих српских мученика - Лазарица у Андрићграду, културном и административном центру Вишеграда, у Републици Српској, припада Митрополији дабробосанској Српске православне цркве.
Ктитор цркве је Емир Кустурица, идејни творац и иницијатор градње Андрићграда, док су пројекат урадили архитектонски тим Андрићграда.
Изградња цркве посвећене Светом цару Лазару и Косовским јунацима, која је, у архитектонском смислу, модификована копија манастира Дечани, планирана је изградњом Андрићграда, чији је камен темељац постављен на Видовдан, 28. јуна 2011. године. Храм који ће бити саборни, подигнут је и уређен споља за два месеца, да би на Видовдан 2013. године владика захумско-херцеговачки и заменик митрополита Дабробосанског Николаја, Григорије са свештенством служио је прву Литургију у храму и поставио и осветио темеље храма.
Велико освећење храма и Свету литургију служио је 28. јуна 2014. године, Патријарх српски Иринеј уз саслужење више архијереја, свештенства и монаштва српске православне цркве.